# The Light (Glass)
Pour les articles homonymes, voir The Light.
The Light est une œuvre musicale de Philip Glass composée en 1987 pour orchestre.

## Historique
The Light est le premier volet d'un triptyque musical consacré aux « portraits symphoniques de la nature » et composé de The Canyon (1988) et Itaipu (1989). L'œuvre est une commande du Michelson-Morley Centennial Celebration tenue à l'université Case Western Reserve pour le centenaire des travaux de l'expérience de Michelson-Morley sur la vitesse de la lumière.

## Structure
The Light est composé d'un mouvement unique dont l'exécution dure environ 24 minutes.

## Enregistrements
- The Light par Dennis Russell Davies, Nonesuch Records, 2000.